# Centro Sur
Provincia de Centro Sur är en provins i Ekvatorialguinea. Den ligger i den centrala delen av landet, 300 km sydost om huvudstaden Malabo. Antalet invånare är 129 620. Arean är 9 931 kvadratkilometer. Provincia de Centro Sur gränsar till Provincia de Kié-Ntem, Provincia de Wele-Nzas och Litoral. 
Terrängen i Provincia de Centro Sur är huvudsakligen kuperad, men österut är den platt.
Följande samhällen finns i Provincia de Centro Sur:
- Evinayong
- Acurenam
- Bicurga